# Cornus, Aveyron

Cornus este o comună în departamentul Aveyron din sudul Franței. În 1 ianuarie 2022 avea o populație de 513 de locuitori.